# Бяг
„Бяг“ (на руски: Бег) е съветски исторически филм от 1971 година на режисьорите Александър Алов и Владимир Наумов по техен сценарий, базиран на едноименната пиеса и романа „Бялата гвардия“ на Михаил Булгаков.
Сюжетът проследява група свързани герои в последните дни от отбраната на Бялата гвардия в Крим и следващите години, които прекарват в емиграция в Истанбул и Париж. Главните роли се изпълняват от Владислав Дворжецки, Михаил Улянов, Алексей Баталов, Людмила Савелиева, Татяна Ткач.
„Бяг“ е номиниран за наградата „Златна палма“.